# 傑弗遜鎮區 (堪薩斯州羅林斯縣)
傑弗遜鎮區（英語：Jefferson Township）為美國堪薩斯州羅林斯縣轄下的鎮區。2010年美国人口普查中該鎮區人口有37人。

## 地理
傑弗遜鎮區涵蓋總面積為123.47平方（47.67平方英里），其中123.42平方（47.65平方英里）為陸地，0.04平方（0.015平方英里）或0.04%為水域。海拔高度893（2,930英尺）。

## 人口統計
根據2010年美國人口普查，傑弗遜鎮區人口有37人，住房20戶，人口密度為0.3人/每平方公里。此鎮區居民之種族中，白人有37人，非裔美國人有0人，美洲原住民有0人，亞裔美國人有0人，太平洋島裔美國人有0人，其他種族有0人，混血種族則有0人。此外此鎮區有1人為西班牙裔或拉丁裔美國人。